# سوتپرت (کارولینای شمالی)
سوتپرت (به انگلیسی: Southport) شهری در ایالت کارولینای شمالی کشور ایالات متحده آمریکا است که جمعیت آن در سرشماری سال ۲۰۱۰ میلادی، ۲٬۸۳۳ نفر بوده‌است.